# Azaron
Az azaron színtelen szilárd anyag. Transz- és cisz-izomerje is van. Megtalálható több növényben, pl. a kálmosvirágúakban, a kapotnyakban és a szezámmagban. Illóolajként rovar- és baktériumölő szerekben használják.
Diftéria, hastífusz és TBC elleni szerek alkotórésze. Mellékhatása az ismétlődő hányás, mely néha 15 óránál is tovább tart.

## Fordítás
Ez a szócikk részben vagy egészben  az   Asarone című angol Wikipédia-szócikk fordításán alapul.  Az eredeti cikk szerkesztőit annak laptörténete sorolja fel. Ez a jelzés csupán a megfogalmazás eredetét és a szerzői jogokat jelzi, nem szolgál a cikkben szereplő információk forrásmegjelöléseként.

## Kapcsolódó lapok
- Elemicin